# Елена Папаризу
Елена Папаризу (грч. Έλενα Παπαρίζου; Гетеборг, Шведска, 31. јануар 1982) је грчка певачица. Представљала је Грчку на Песми Евровизије 2005. са песмом „My Number One“ и освојила је прво место. Била је чланица групе Antique од 1999. до 2003. године. Из тог периода је најпознатији сингл „Опа опа“. Године 2003. започиње соло каријеру.
Почетак њене музичке каријере бележи се 1999. године, када се први пут појавила као чланица групе Антик заједно са Никосом Панајотидисом. Група је одмах постигла велики успех, па је њихов следећи корак био учешће на Евровизији 2001 са песмом „(I Would) Die For You”, где су освојили треће место, што је био највећи успех за Грчку до тада. Антик се распао 2003. године, и од тада се Елена бави соло каријером. Њена прва соло песма се зове „Анапандитес клисис”, и изашла је децембра 2003. Албум који се зове „Протереотита”, на ком се и налази та песма, изашао је 2004 и два пута је достигао платинасти тираж. Следеће године, тј. 2005. представљала је Грчку на Евровизији и победила са песмом „Мy Number One”, што је уједно била прва и једина победа земље на овом такмичењу до данас. Након такмичења је објавила албум под називом „Мy Number One”, који је обишао целу Европу. Њени следећи албуми су „Ипархи Логос” (2006), „Игра Љубави” (2006) и „Вриско То Лого На Зо” (2008), и сви су такође били платинасти и на првом месту грчких топ листа. Пети албум „Гиро Апо Т' Ониро” (2010) је чак 11 пута био платинаст. Објавила је и албум са највећим хитовима под окриљем издавачке куће Sony Music и са називом „Greatest Hits & More”, који садржи и један од њених највећих хитова „Baby It's Over” (2011). Од августа 2012. године је у дискографској кући Minos EMI - Universal Music и Lionheart Music Group, за које је објавила албуме „Ти Ора Та Вгуме?” (2013) и „One Life” (2014).
Освојила је три Музичке Награде Ариона, једну награду European Border Breakers Award, двадесет две MAD Video Music Awards - највише од било ког другог извођача. Телевизија Alpha прогласила је Елену 14. марта 2010. за четрнаесту најнаграђиванију домаћу певачицу од 1960. године па до данас са укупно седам платинских и четири златних албума. До те године (2010) је продала 167.000 копија албума у Грчкој, 24.000 на Кипру и 20.000 синглова у Шведској од почетка њене соло каријере. Такође, њене песме су имале више од 144 милиона прегледа на YouТube-у, више од било ког другог грчког извођача.

## Детињство
Елена Папаризу се родила у Боросу, у Шведској, од стране грчких емиграната, Јоргоса и Ефросини Папаризу, и одрасла је у Гетеборгу. Оба родитеља воде порекло из Кардице. Има једну сестру, Риту, и једног брата, Дина. Као дете, није се много дружила са осталом децом. Како је одрастала, имала је здравствени проблем са дисањем које и дан данас траје. Чак и данас јој се дешава да изгуби ваздух док је на сцени, зато увек са собом носи спреј за астму.
Када је имала 7 година, почела је да учи да свира клавир, да иде на балет и на традиционални плес. Њена прва музичка искуства се везују за грчку музику, у њеној грчкој школи. У тринаестој години, почела је да се припрема за рад са музиком. Када је имала 14 година, основала је њен први бенд „Soul Funkomatic” заједно са још троје људи из Латинске Америке. Свирали су само хип-хоп и скупљали паре за снимања у студију. Две године касније, кад је Елена имала 16 година, бенд се распао и она је имала разне нове предлоге, али њена мајка је тврдила да је она још увек мала да би отишла из куће. Крајем деведесетих, тачније 29. октобра 1998. године, 13 њених блиских пријатеља је погинуло у ватри на једној хип-хоп журци у ноћном клубу у Гетеборгу. Стално је молила мајку да је пусти да иде у тај клуб са пријатељима, али јој она то није дозвољавала.

## Каријера

### 1999—2003: Антик
Паралелно са шведском и грчком школом (у које је ишла у исто време), ишла је на часове у позоришту, певања и мјузикла. У петнаестој години основала је групу Антик са Никосом Панајотидисом. Први сингл је био „Опа Опа”, који је био платинаст и велики хит у целој Скандинавији. На такмичењу за песму Евровизије 2001, група Антик је учествовала са песмом „I Would Die for You”. Музику је радио Никос Терзис, а текст је писао Адонис Папас. Сингл је два пута постао платинаст у Грчкој, и њима отворио многа врата у земљи и донео популарност. Такође, песма је постала велики летњи хит и у европским клубовима, и преснимавала се на многе језике. Као бенд Актик, Елена и Никос су отпевали песму „Адико ке крима” са Кети Гарби, која се нашла на Кетином албуму „Апла та прагмата”.

### 2003—2005: Соло каријера, Протереотита и Евровизија
Чак и ако су имали многе хитове, бенд Антик се распао 2003. и одлучили су да направе паузу без икакве идеје шта би могло да се деси у будућности. Елена је једном рекла да је бенд „обишао свој круг” и да би било добро да испробају све њихове могућности, свако за себе. Потписала је уговор са Sony BMG Greece и завртео се њен нови сингл са насловом „Анапандитес клисис” децембра 2003 (коју је снимила поново на енглеском под насловом „I Don't Want You Here Anymore”). Песму је написао Христос Дантис управо за Елену, и врло брзо је постала хит и у Грчкој и на Кипру, како на радио станицама, тако и на званичним топ листама. Избацила је албум са сингловима, заједно са песмама „Трели Кардиа” и „Броста ап' тон катрефти”, које је коначно, након много недеља проглашено златним, што је био први велики успех за Елену.
У зимској сезони 2003-2004, Елена се појављивала у „Студију Пиреос” заједно са Адонисом Ремосом и Јанисом Спаносом. Први пут организована „Mad Video Music Awards” се одржала 26. јануара 2004, и Елена је отпевала песму „Анапандитес клисис” у новом руху, заједно са Христосом Дантисем. Те вечери се гласало за три категорије и она је освојила награду „Најбољи Video Clip Dance”. Следећег дана је објављен њен први соло албум под називом „Протереотита”. Издвојило се неколико песама, као нпр. „Каце кала”, „Антитесис”, „Таксиди ја то агносто”, „(Ехис керо на му ферис) Лулудја”, „Стин кардиа му моно тлипси”, „Анапандитес клисис” и „Трели кардиа”, које су биле хитови године. Албум је постао два пута платинасти у Грчкој и на Кипру.
Зимску сезону 2004-2005, појавила се раме уз раме са Сакисом Рувасом и са Јоргосом Мазонакисом у ноћном центру „Fever”. Такође се појавила и у ноћном клубу "Thalassa" заједно са Апостолијом Зои, Ниноом и Таносом Петрелисом.
Елена Папаризу је изабрана од стране ЕРТ, 22. јануара 2005. да представља Грчку на европском музичком такмичењу Евровизији 2005. Композитори су били изабрани и написали су 4 песме за Елену, које је она певала на националном избору за песму Евровизије. Песме су биле следеће: „My Number One”, „Let's Get Wild”, „The Light in Our Soul” и „OK”. На крају, победила је песма „My Number One” и то са великом разликом. Песма „The Light in Our Soul” је искључена из такмичења јер је процурела на интернет. Касније, снимила је и грчку верзију те песме под називом „То Фос Стин Психи”. Грчка је представљена песмом „My Number One” и победила је, те се по први пут у историји овог такмичења, Евровизија одржала у Атини.
Након успеха на Евровизији, поново је пуштен у продају албум „Протереотита” у Грчкој и на Кипру, са додатним диском који је садржао те 4 песме са националног такмичења, као и неке енглеске верзије старијих песама заједно са песмом „Лулудја” у новом руху. Укупно их је било 10. Такође, ова нова верзија диска се продавала у целој Европи под називом „My Number One”. Албум са сингловима „My Number One” је постао платинаст у Грчкој и на Кипру, и златан у Шведској.
Отворила је по други пут организовану доделу Mad награда 14. јуна 2005. својом победничком песмом, али је и освојила две награде од могућих шест.

## Дискографија

### Албуми
- 2004. — Protereotita
- 2005. — Protereotita (Евро издање)
- 2005. — My Number One
- 2005. — Protereotita (Евро издање + Mambo!)
- 2006. — Iparhi Logos
- 2006. — The Game of Love
- 2007. — Iparhi Logos (Платинасто издање)
- 2008. — Vrisko To Logo Na Zo[5]
- 2010. — Giro Apo T' Oneiro
- 2011. — Greatest Hits & More
- 2013. — The Love Collection
- 2013. — Ti Ora Tha Vgoume?
- 2014. — Greatest Hits & Axento Remixes 2014
- 2014. — One Life

### синглови
- 2003. — Anapantites Klisis
- 2004. — Treli Kardia \ Antitheseis \ Katse Kala
- 2005. — Stin Kardia Mou Mono Thlipsi \ My Number One \ The Light in Our Souls \ A Brighter Day
- 2006. — Mambo! \ Heroes \ Gigolo \ Fos